# Голема река (река в Негушко)
Голема река (изписване до 1945 година: Голѣма рѣка, на гръцки: Μέγα Ρέμα, Μεγάλο Ρέμα) е река в Егейска Македония, Гърция.

## Описание
Голема река извира от планината Каракамен (Вермио), северно под връх Чанакчи (2052 m). Тече в северна посока, а след местността Маняк постепенно завива на изток. Минава южно от село Държилово (Метаморфоси) и при църквата „Преображение Господне“ приема южния си десен приток Три извора (Трия Пигадия). След това завива на североизток и минава южно т село Голема река (Родохори), където приема левия си приток Мочара (Мацарикос). Завива на югоизток и минава между възвишението Кръста (480,9 m) на север и село Янаково (Янакохори) на юг и излиза от планината в областта Сланица. Отново поема източна посока и минава през селата Църмариново (Марина) и Пископия (Епископи). След това завива на югоизток и се влива в река Мъгленица (Могленицас) при Воденска Вещица (Полиплатанос) в обща делта с Арапица.

## Водосборен басейн
→ ляв приток, ← десен приток
- ← Три извора
- → Мочара